# Sörmlandsleden

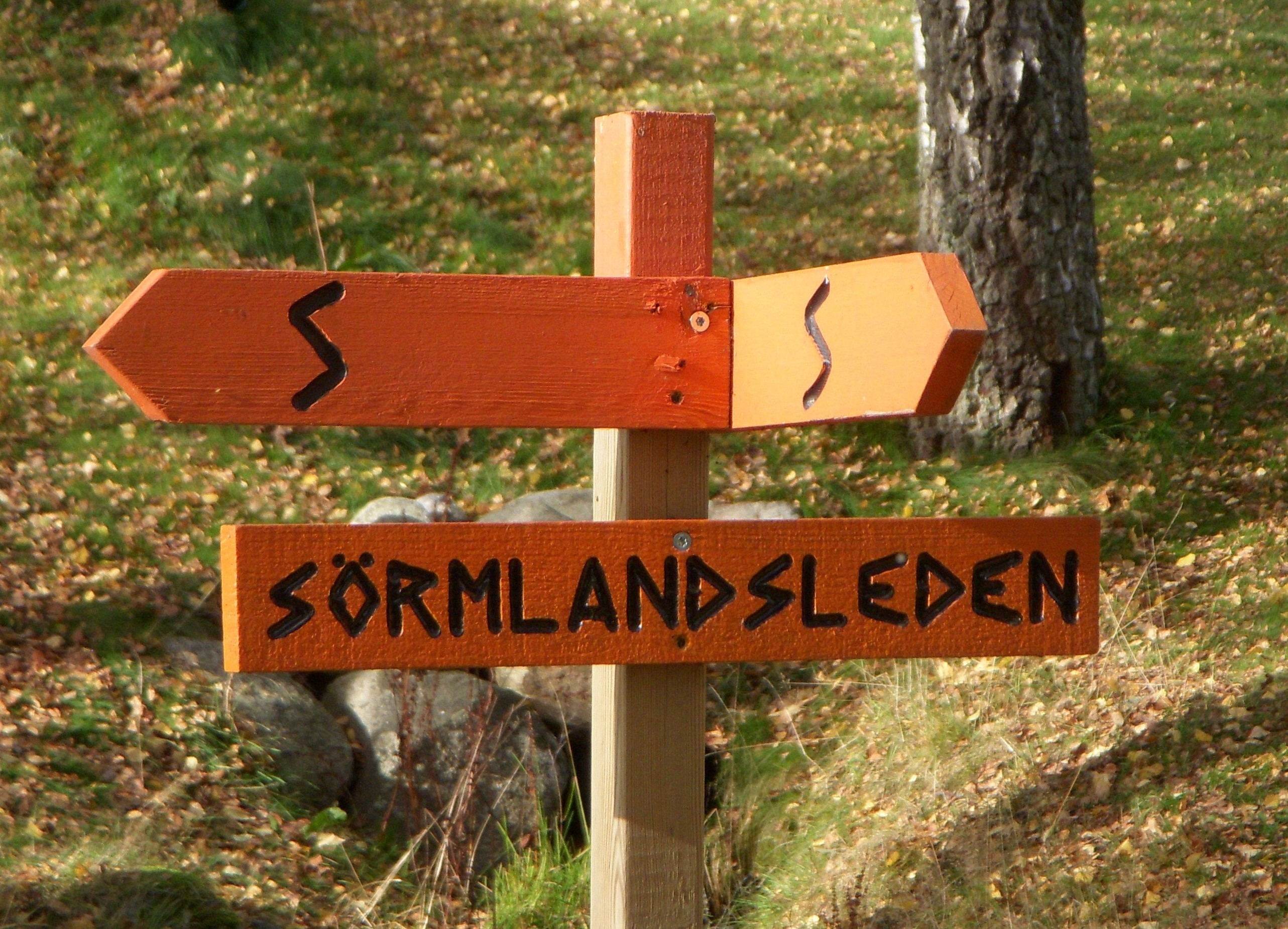
Sörmlandsleden

Het Sörmlandsleden (Sörmlandspad) is een meer dan duizend kilometer lang systeem van wandelpaden in het Zweedse landschap Södermanland (soms ook Sörmland genoemd).
Het wandelpadensysteem bestaat uit ongeveer honderd verschillende delen, die tussen de drie en zeventien kilometer lang zijn. Een gemiddelde wandeletappe bij de Sörmleden is ongeveer tien kilometer lang. De wandeletappes starten onder andere in Stockholm, het nationaal park Tyresta, Nynäshamn, Södertälje, Trosa, Nyköping, Oxelösund, Katrineholm, Flen, Gnesta, Eskilstuna en Mariefred. Langs de wandelpaden zijn verschillende voorzieningen, zoals windschuilhutten en plaatsen waar men vuur kan maken.